# Hemel op Aarde: De Liedjes
Hemel op Aarde: De Liedjes is een album van Rowwen Hèze. Het werd op 1 november 2013 uitgebracht door de eigen productiemaatschappij RHAM. Het is tevens de soundtrack van de (bijna) gelijknamige speelfilm Hemel op aarde van Pieter Kuijpers.
Het album bevat elf liedjes. In het openingsnummer zingt Jeroen van Koningsbrugge mee. Hemel op Aarde: De Liedjes stond 14 weken genoteerd in de Album Top 100, met de 26ste plaats als hoogste positie.
’n Hemel op Aarde is de titel van de theatershow waarmee Rowwen Hèze vanaf eind 2013 langs meer dan vijftig theaters in Nederland en Vlaanderen toerde.

## Nummers
| Nr. | Titel               | Schrijver(s)                                 | Duur |
| --- | ------------------- | -------------------------------------------- | ---- |
| 1.  | Hemel op aarde      | Jack Poels                                   | 4:02 |
| 2.  | Och, megje toch     | Jack Poels                                   | 3:18 |
| 3.  | Groete an God       | Tren van Enckevort, Jack Poels               | 4:13 |
| 4.  | Flits               | Tren van Enckevort, Jack Poels               | 3:54 |
| 5.  | De alde mert        | Jack Poels                                   | 3:27 |
| 6.  | Dor mien schuld     | Jack Poels                                   | 4:04 |
| 7.  | Hal vast            | Jack Poels                                   | 4:00 |
| 8.  | Kreupelhout         | Jack Poels                                   | 3:55 |
| 9.  | Liefde vur 't leave | Jack Poels                                   | 3:23 |
| 10. | Half 3              | Mike Manders, Tren van Enckevort, Jack Poels | 3:48 |
| 11. | Deleste             | Tren van Enckevort, Jack Poels               | 4:45 |